# Перамівір
Перамівір (англ. Peramivir) — синтетичний противірусний препарат, який виробляє компанія «BioCryst Pharmaceuticals» для лікування грипу. Перамівір відноситься до групи інгібіторів нейрамінідази, й механізм його дії полягає в інгібуванні ферменту вірусу грипу нейрамінідази шляхом конкурентного зв'язування з рецепторами клітин, що сприяє гальмуванню проникнення нових вірусних часток до інфікованої клітини. Препарат застосовується внутрішньовенно.
У жовтні 2009 року FDA видало екстрене схвалення застосування перамівіру на основі даних про безпеку I та II фази клінічних досліджень, та обмежених даних III фази досліджень. Термін дії дозволу на екстрене використання перамівіру закінчився в червні 2010 року. 19 грудня 2014 року FDA схвалила перамівір для лікування грипу в дорослих.

## Історія розробки
ІІ фаза клінічного дослідження внутрішньом'язового введення перамівіру для лікування сезонного грипу в 2008—2009 роках не виявило ефекту для досягнення первинної кінцевої точки покращення середнього часу до полегшення симптомів у суб'єктів із підтвердженою гострою неускладненою інфекцією грипу порівняно з плацебо.
У жовтні 2009 року повідомлялося, що експериментальний противірусний препарат перамівір виявився «рятівним і ефективним» при внутрішньовенному застосуванні у 8 серйозних випадках свинячого грипу. 23 жовтня 2009 року FDA видало дозвіл на екстрене застосування перамівіру при внутрішньовенному введенні госпіталізованим хворим лише у випадках, коли інші доступні методи лікування неефективні або недоступні; зокрема, якщо розвивається стійкість до озельтамівіру, і хворий не може застосовувати занамівір інгаляційно. Уряд США (міністерство охорони здоров'я та соціальних служб) виділив компанії «BioCryst Pharmaceuticals» понад 77 мільйонів доларів на завершення ІІІ фази клінічних досліджень перамівіру. У 2009 році міністерство охорони здоров'я та соціального забезпечення виділило близько 180 мільйонів доларів на програму. Компанія-виробник також пожертвувала 1200 курсів лікування міністерству охорони здоров'я та соціальних служб США. Термін дії дозволу на екстрене використання закінчився 23 червня 2010 року. У 2011 році III фаза клінічного дослідження показала, що середня тривалість симптомів грипу була однаковою при одній внутрішньовенній ін'єкції перамівіру проти 5 днів перорального прийому озельтамівіру в хворих на сезонний грип.
У 2012 році компанія «BioCryst Pharmaceuticals» повідомила, що має намір припинити участь у своєму дослідженні щодо внутрішньовенного введення перамівіру особам, які мають потенційну загрозу життю внаслідок хвороби, після того, як проміжний аналіз привів дослідників до висновку, що продовження досліджень зайшло в глухий кут, і його слід припинити. Різниця між перамівіром і контрольною групою (пероральний озельтамівір) щодо первинної кінцевої точки, клінічної чи вірусологічної, була невеликою. У 2013 році Управління перспективних біомедичних досліджень і розробок США надало нове фінансування за поточним контрактом на суму 234,8 мільйона доларів США, щоб завершити подачу нових заявок на перамівір для внутрішньовенного застосування.
Відповідно до звіту про дослідження, опублікованого в червні 2011 року, в Азії з'явився новий варіант свинячого грипу з генетичною адаптацією (мутація нейрамінідази S247N), яка давала певну стійкість до озельтамівіру та занамівіру, але не суттєво знижувала чутливість до перамівіру. Але мутація вірусу H274Y показала резистентність до озельтамівіру та перамівіру, але не до занамівіру, і лише до N1 нейрамінідаз. Зрештою 3,2 % (19 з 599) зразків вірусу A(H1N1)pdm09, зібраних між 2009 і 2012 роками, мали значно знижене інгібування при застосуванні перамівіру внаслідок мутації H275Y NA.
У грудні 2013 року компанія «BioCryst Pharmaceuticals» подала нову заявку на лікарський засіб до FDA для схвалення перамівіру для внутрішньовенного застосування. У грудні 2014 року перамівір під торговою назвою «Рапіваб» був схвалений для внутрішньовенного застосування.